# Eilífur örn Atlason
Eilífur örn Atlason (c. 880) fue un explorador vikingo y colono noruego que fundó un asentamiento en alguna parte de Skagafjörður, probablemente Laxardal en Islandia, aunque hay dudas sobre otras zonas, quizás Gönguskörð, Reykjaströnd y Mánaþúfu, un nombre perdido en el tiempo y que no se ha podido identificar con ninguna plaza actual. Eilífur era hijo de Atli Skíðason (c. 840) y hermano de otro colono, Þorkell vingnir Atlason (c. 860). Aparece citado en la saga Ljósvetninga, saga de Njál y Saga de Kristni.

## Herencia
De una primera relación con Þórlaug Sæmundsdóttir (n. 900), hija de Sæmundur suðureyski, tuvo dos hijos:
- Atli Eilífsson, y
- Sólmundur Eilífsson.

De la segunda relación con la noruega Þorbjörg Hrafnsdóttir (n. 899), tuvo tres hijos:
- Þjóðólfur (n. 926),
- Eysteinn Eilífsson, y
- Koðran Eilífsson.